# 캄프소사우루스

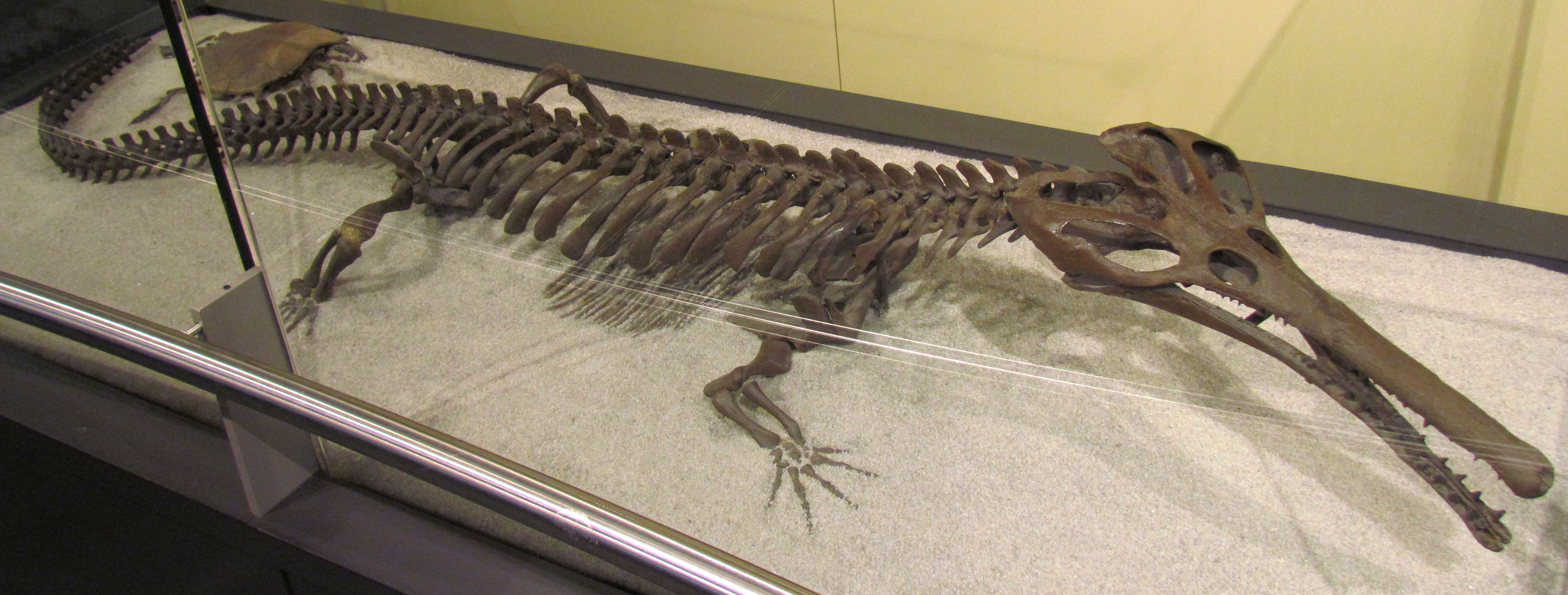

캄프소사우루스(Champsosaurus)는 중생대 백악기와 신생대 고제3기에 걸쳐 살던 멸종 파충류이다. 코리스토데라에 속하며, 더 세부적으로는 네오코리스토데라(Neochoristodera)라는 계통에 속한다.

## 종
캄프소사우루스는 현재 이 종들의 존재가 인정된다.
- C. albertensis
- C. ambulator
- C. annectens
- C. gigas

- C. laramiensis

- C. lindeoi
- C. natator
- C. tenuis

## 생존시기와 서식지와 화석의 발견
캄프소사우루스가 생존하던 시기는 중생대의 백악기부터 신생대의 팔레오세까지로서 지금으로부터 약 1억 4550만년전~5580만년전에 생존하였던 종이다. 백악기-팔레오기 대량절멸에서도 살아남았던 종으로 생존하였던 시기에는 북아메리카와 유럽을 중심으로 하는 북부 대서양에서 주로 서식했던 종이다. 화석의 발견은 1877년에 미국의 백악기에 형성된 지층에서 미국의 고생물학자인 에드워드 드링커 코프가 처음으로 화석을 발견하여 새롭게 명명된 종이며 이후엔 유럽에서도 화석이 발굴되었다.

## 같이 보기
- 헬크리크층